# Estandardització de Criptografia Postquàntica del NIST
L'Estandardització de Criptografia Postquàntica del NIST és un programa i un concurs del NIST per actualitzar els seus estàndards per incloure la criptografia postquàntica. Es va anunciar a PQCrypto 2016. Es van presentar 23 esquemes de signatura i 59 esquemes de xifratge/KEM abans de la data límit de presentació inicial a finals de 2017 dels quals 69 en total es van considerar complets i correctes i van participar a la primera ronda. Set d'aquests, 3 dels quals són esquemes emblemàtics, han avançat a la tercera ronda, que es va anunciar el 22 de juliol de 2020.
El 13 d'agost de 2024, el NIST va publicar les versions finals dels tres primers estàndards de criptografia postquàntica: FIPS 203, FIPS 204 i FIPS 205.

## Rerefons
La recerca acadèmica sobre l'impacte potencial de la computació quàntica es remunta com a mínim al 2001. Un informe publicat pel NIST l'abril de 2016 cita experts que reconeixen la possibilitat que la tecnologia quàntica faci que l'algoritme RSA, que s'utilitza habitualment, sigui insegur el 2030. Com a resultat, es va perseguir la necessitat d'estandarditzar primitives criptogràfiques de seguretat quàntica. Com que la majoria de primitives simètriques són relativament fàcils de modificar de manera que siguin resistents als mecanismes quàntics, els esforços s'han centrat en la criptografia de clau pública, és a dir, les signatures digitals i els mecanismes d'encapsulació de claus. El desembre de 2016, el NIST va iniciar un procés d'estandardització anunciant una convocatòria de propostes.
La competició es troba ara a la seva tercera ronda de les quatre previstes, on a cada ronda es descarten alguns algoritmes i s'estudien d'altres més detingudament. El NIST espera publicar els documents d'estandardització el 2024, però podria accelerar el procés si es fan avenços importants en la computació quàntica.
Actualment no s'ha decidit si els futurs estàndards es publicaran com a FIPS o com a Publicació Especial del NIST (SP).

## Algorismes seleccionats

### Algoritmes seleccionats 2021
Del 7 al 9 de juny de 2021, el NIST va dur a terme virtualment la tercera conferència d'estandardització PQC. La conferència va incloure actualitzacions i debats dels candidats sobre les implementacions, el rendiment i els problemes de seguretat dels candidats. Es va dedicar una petita quantitat d'atenció a les qüestions de propietat intel·lectual.
| Tipus         | PKE/KEM                          | Signatura                  |
| ------------- | -------------------------------- | -------------------------- |
| Reixat        | - CRISTALLS-Kyber - NTRU - SABRE | - CRISTALLS-Diliti - FALCÓ |
| Basat en codi | - McEliece clàssic               |                            |
| Multivariant  |                                  | - Arc de Sant Martí        |

### Algoritmes seleccionats 2022
El 5 de juliol de 2022, el NIST va anunciar el primer grup de guanyadors del seu concurs de sis anys.
| Tipus         | PKE/KEM           | Signatura                  |
| ------------- | ----------------- | -------------------------- |
| Reixat        | - CRISTALLS-Kyber | - CRISTALLS-Diliti - FALCÓ |
| Basat en hash |                   | - ESPINCS+                 |

El 5 de juliol de 2022, el NIST va anunciar quatre candidats per a la Ronda 4 d'Estandardització PQC.
| Tipus                                          | PKE/KEM                                          |
| ---------------------------------------------- | ------------------------------------------------ |
| Basat en codi                                  | - BICICLETA - McEliece clàssic - Quarter General |
| Isogènia de corbes el·líptiques supersingulars | - SIKE (trencat el 5 d'agost de 2022)            |

### Algoritme seleccionat 2025
L'11 de març de 2025, el NIST va anunciar la selecció d'un algorisme de còpia de seguretat per a KEM
| Basat en codi | - Quarter General |

### Primer llançament
El 13 d'agost de 2024, el NIST va publicar les versions finals dels seus tres primers estàndards de criptografia postquàntica. Segons l'anunci de llançament:
Tot i que no s'han fet canvis substancials als estàndards des de les versions preliminars, el NIST ha canviat els noms dels algoritmes per especificar les versions que apareixen als tres estàndards finalitzats, que són:
- Estàndard federal de processament d'informació (FIPS) 203, pensat com a estàndard principal per al xifratge general. Entre els seus avantatges hi ha les claus de xifratge relativament petites que dues parts poden intercanviar fàcilment, així com la seva velocitat de funcionament. L'estàndard es basa en l'algoritme CRYSTALS-Kyber, que ha estat rebatejat com a ML-KEM, abreviatura de Module-Lattice-Based Key-Encapsulation Mechanism (Mecanisme d'encapsulació de claus basat en xarxes de mòduls).
- FIPS 204, concebut com l'estàndard principal per a la protecció de signatures digitals. L'estàndard utilitza l'algoritme CRYSTALS-Dilithium, que ha passat a ser rebatejat com a ML-DSA, abreviatura de Module-Lattice-Based Digital Signature Algorithm (Algoritme de Signatura Digital Basat en Module-Lattice).
- FIPS 205, també dissenyat per a signatures digitals. L'estàndard utilitza l'algoritme Sphincs+, que ha passat a ser rebatejat com a SLH-DSA, abreviatura de Stateless Hash-Based Digital Signature Algorithm (Algoritme de signatura digital basat en hash sense estat). L'estàndard es basa en un enfocament matemàtic diferent del ML-DSA i està pensat com a mètode de còpia de seguretat en cas que ML-DSA demostri ser vulnerable.
- De la mateixa manera, quan es publiqui l'esborrany de l'estàndard FIPS 206 basat en FALCON, l'algoritme s'anomenarà FN-DSA, abreviatura de FFT (transformada ràpida de Fourier) sobre l'algoritme de signatura digital basat en xarxa NTRU.

L'11 de març de 2025, el NIST va publicar Hamming Quasi-Cyclic (HQC) com el cinquè algorisme per al xifratge asimètric postquàntic utilitzat per a l'encapsulació/intercanvi de claus. El nou algorisme és una còpia de seguretat de ML-KEM, l'algorisme principal per al xifratge general. HQC és un esquema basat en codi que utilitza matemàtiques diferents de ML-KEM, mitigant així possibles debilitats si se'n troba alguna a l'ML-KEM basat en xarxes. L'esborrany de l'estàndard que incorpora l'algoritme HQC s'espera a principis del 2026 i la versió definitiva el 2027.